# Samoa National League 1985
Samoa National League 1985, còn có tên là Upolo First Division, là mùa giải thứ 7 trong lịch sử Samoa National League, giải đấu cao nhất của Liên đoàn Bóng đá Samoa. Kiwi F.C. giành chức vô địch lần thứ 2, đang trên đường giành 3 chức vô địch liên tiếp.

## Bảng xếp hạng
| XH | Đội         | Tr | T | H | T  | BT | BB | HS | Đ  |
| -- | ----------- | -- | - | - | -- | -- | -- | -- | -- |
| 1  | Kiwi (C)    | 11 | 9 | 1 | 1  |    |    |    | 28 |
| 2  | Vaivase-tai | 11 | 8 | 1 | 2  |    |    |    | 25 |
| 3  | Marist      | 11 | 6 | 2 | 3  |    |    |    | 20 |
| 4  | Vaipuna     | 11 | 5 | 4 | 2  |    |    |    | 19 |
| 5  | Vaivase-uta | 11 | 5 | 4 | 2  |    |    |    | 19 |
| 6  | Togafuafua  | 11 | 3 | 6 | 2  |    |    |    | 15 |
| 7  | Faatoia     | 11 | 5 | 2 | 4  |    |    |    | 17 |
| 8  | SCOPA       | 11 | 5 | 2 | 4  |    |    |    | 17 |
| 9  | Laiovaea    | 11 | 3 | 1 | 7  |    |    |    | 10 |
| 10 | Lotopa      | 11 | 3 | 0 | 8  |    |    |    | 9  |
| 11 | USP         | 11 | 3 | 0 | 8  |    |    |    | 9  |
| 12 | Moamoatai   | 11 | 0 | 1 | 10 |    |    |    | 1  |

Cập nhật đến to end of season
Nguồn: 
Quy tắc xếp hạng: 1. Điểm; 2. Hiệu số bàn thắng; 3. Số bàn thắng.
(VĐ) = Vô địch; (XH) = Xuống hạng; (LH) = Lên hạng; (O) = Thắng trận Play-off; (A) = Lọt vào vòng sau. 
Chỉ được áp dụng khi mùa giải chưa kết thúc: 
(Q) = Lọt vào vòng đấu cụ thể của giải đấu đã nêu; (TQ) = Giành vé dự giải đấu, nhưng chưa tới vòng đấu đã nêu.

NB:Các nguồn chưa rõ danh tính và thành tích của đội xếp thứ 12, có thể không phải là Moamoatai.